# Kingda Ka

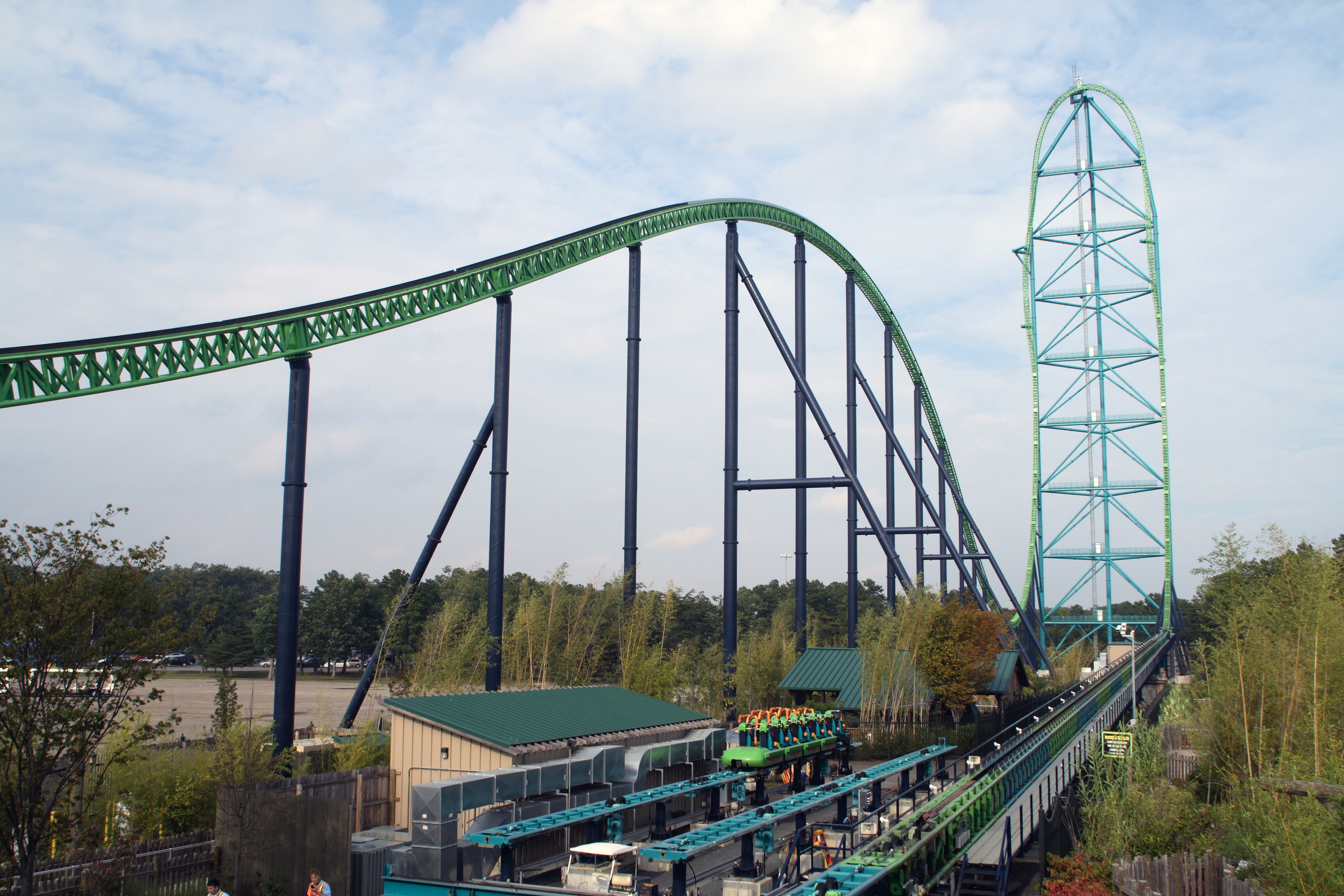
Visão da área de lançamento da Kingda Ka

A Kingda Ka foi uma montanha-russa de propulsão reconhecida como a mais alta montanha-russa do mundo, chegando a 139 metros de altura (a altura de um prédio de 40 andares), e alcançando a velocidade de até 206 Km/h. O passeio dura até 56 segundos e o comprimento é de 950,4 metros. Em feriados uma pessoa pode ficar mais de uma hora na fila do brinquedo. O brinquedo Formula Rossa em Abu Dhabi virou a montanha-russa mais rápida (240 Km/h) que bateu o recorde da Kingda Ka. Porém o posto de mais alta é a própria Kingda Ka.
Localizada no parque Six Flags Great Adventure em Jackson Township, New Jersey, EUA. Ela foi inaugurada em 21 de maio de 2005. O National Geographic Channel produziu um documentário sobre sua construção.
Os trens são lançados a partir de um motor de propulsão hidráulica, atingindo 206 Km/h em apenas 3,5 segundos (aceleração somente comparada à partida de um caça a jato), alcançando uma força gravitacional de 5 G's (Uma exposição a partir de uma força de 3 G's pra cima por muito tempo pode causar desmaios) . Eles então sobem verticalmente a parte inclinada da montanha até atingirem o topo a 139 metros, de onde caem praticamente em queda livre.
Em meados de novembro de 2024,  o Six Flags Great Adventure anunciou o fechamento e desmontagem total da atração para dar lugar a outras construções. Atualmente, a última parte da estrutura da montanha-russa restante aguarda para ser implodida.

## Histórico

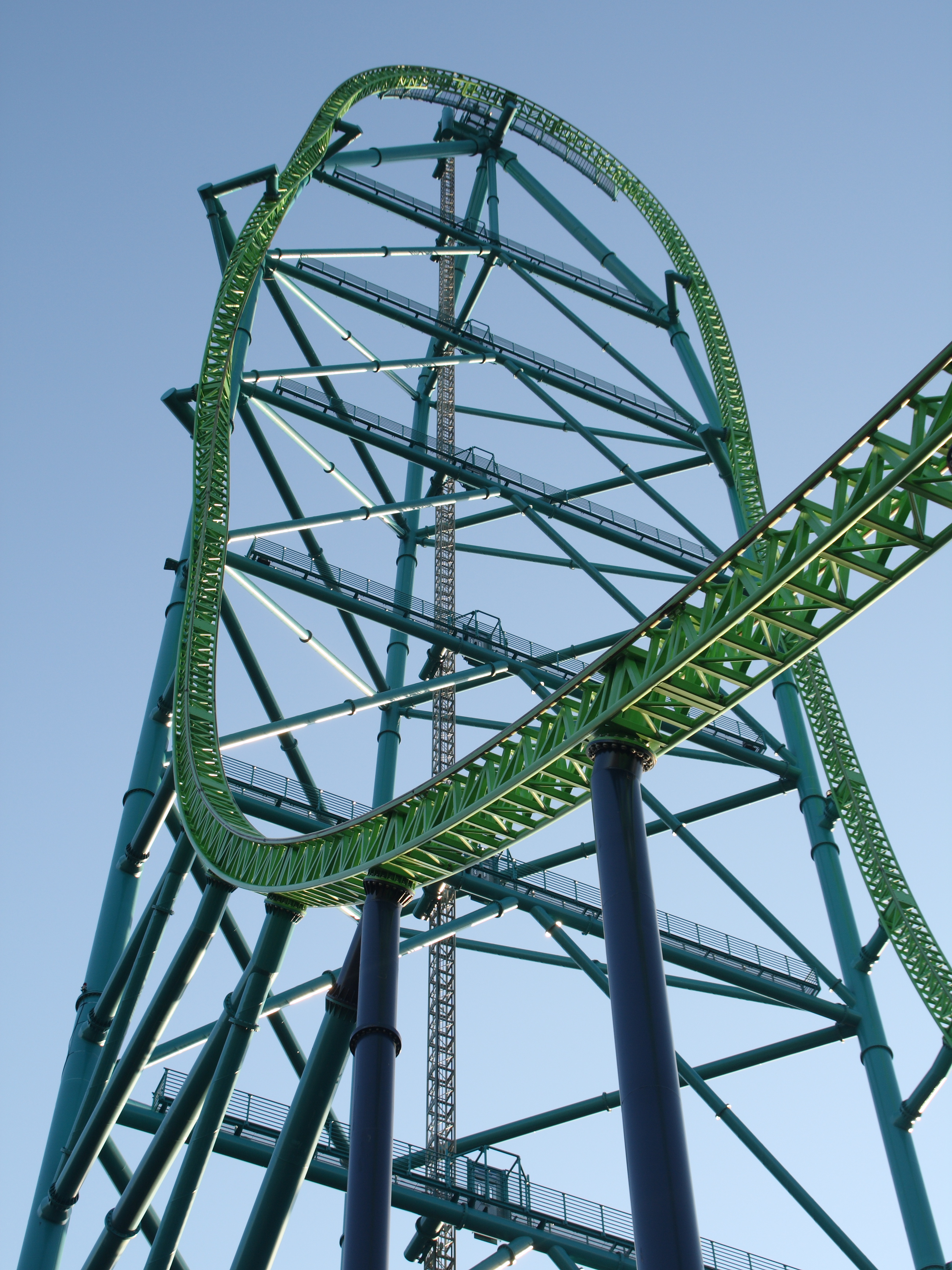
Visão aproximada da Kingda Ka.

Kingda Ka foi oficialmente anunciada em 29 de setembro de 2004, em um evento coberto de forma entusiástica pela mídia, onde foi revelado que ela seria a mais alta e rápida montanha russa na terra.